# Prototype (ゲームソフト)
『Prototype』は、北米では2009年6月5日、欧州では6月9日発売のプレイステーション3・Xbox 360・PC用ソフト。現在日本での販売はされていない。DCコミックスの関連会社であるワイルドストームから全6巻のスピンオフが出版された他、続編『Prototype 2』が2012年4月24日に北米で発売された。

## 概要
謎のウイルスに感染し、超人的な能力に目覚めた男・アレックスが自身の記憶を取り戻すべくニューヨーク市内を冒険するゲーム。本作のシステムは制作会社が一緒である『The Incredible Hulk: Ultimate Destruction』と類似している。
ゲームは10〜20分程度のミッション形式で進んでいくが、ストーリーに無関係なサブミッションも多く存在し、これらのミッションをクリアすることでアレックスの強化に役立てることができる。また、一般人を襲うことも可能であり、一般人を殺害して警察などを呼び込んでも一般人に扮して彼らを撒くことができる。敵の死体や肉片が消滅することなくそのまま残る他、アレックスが他の人間やミュータントを取り込んで回復などを行う際、彼の身体から触手が伸びて相手をぐちゃぐちゃにするといったグロテスクな描写も本作の特徴の一つであり、エンターテインメントソフトウェアレイティング委員会でのレイティングはM（17歳以上対象）である。
当初、本作は2008年秋に北米で発売される予定だったが、開発に時間を要したため、発売年が2009年に延期となった。

## あらすじ
アレックス・マーサーは、ニューヨーク市マンハッタンの遺伝子工学を行うGentek社のラボで目覚めた。科学者が軍隊によって制圧される中、彼はラボから逃げ出す。ラボから脱出した時、マンハッタン中にはブラックライトというウイルスが蔓延していた。

## 登場人物
アレックス・マーサー（Alex J.Mercer）
声：バリー・ペッパー
主人公。29歳。Gentek社による遺伝子改造作用のあるウイルス・ブラックライトに感染した。怪力を持ち、他人を取り込むことで、その記憶と能力を我がものとし、同化する能力を身に付けた。また、変身しない時でも、パルクールで移動することができる。
Blackwatchからは上記の変身能力や怪力をギリシャ神話の主神ゼウスになぞらえ「Zeus」というコードネームで呼ばれている。
自分にウイルスを感染させた存在を見つけ、しかるべき代償を払わせるため政府と敵対することになる。
性格は冷酷かつ無慈悲で、目的のためならどんな手段も厭わない合理主義者。知性に溢れ、奪った記憶や持ち前の優れた頭脳を生かして軍を翻弄していく。他人に情らしい情を持ち合わせない人物だが、妹のデイナのことは大切にしている。
エリザベス・グリーン（Elizabeth Greene）
物語に大きく関与する謎の少女。アレックスがデイナに向けて送ったノートPC内に写真データが残っていた。
当初はGentek社に囚われており、そこでアレックスと出会う。エリザベス・グリーンを救助しようとしたアレックスに意味深長な言葉と映像を残しGentek社から逃走。それによりマンハッタンにおけるウイルス感染が急速に加速する。
ピーター・ランドール中将（General Peter Randall）
Blackwatchを取り仕切る隻腕の将軍。ウイルス感染者であるアレックスの排除をクロス大尉に命じた。
今回の事件の鍵を握る重要な人物の一人。
ロバート・クロス大尉（Captain Robert Cross）
声：ジェフリー・ピアース
フォート・デトリックの特殊部隊の隊長。ランドール中将の命でアレックスを追跡、これを捕獲することを目的とする。
感染者であるアレックスと対峙し生還する、単身でランナーを撃破するなど優れた戦闘能力の持ち主でもある。
デイナ・A・マーサー（Dana A.Mercer）
アレックスの妹でジャーナリストの卵。20歳。約5年もの間、兄とは顔を合わせていなかったが、事件のひと月前にアレックスに頼まれ、Gentek社を調査していた。
性格は口が悪く好戦的。彼女自身は認めようとはしないが兄・アレックスに心酔している。ウイルス感染で人外の存在になった兄を受け入れ、あくまで妹として接しようとした。その直後、エリザベス・グリーンの支配下にあるウイルス感染体・リーダーハンターにさらわれ、意識不明の重体に陥る。
ブラッドレー・ラグランド博士（Dr. Bradley Ragland）
医療センターの病理学者。かつてGentek社で遺伝子療法士として勤務しており、それに関係してアレックスに助力を求められる。
クロス大尉との戦いで能力を失ったアレックスに能力を取り戻す方法を教えたり、リーダーハンターの取り込み方を助言するなどアレックスに好意的に接する。それによりデイナ救出後、意識不明のデイナを預かるなど、アレックスから信頼されていた。

## 能力
CONSUME（吸収）
一般人、軍人、ウォーカー、ハンターなどをアレックスの体で分解、同化し、吸収する。
相手の体に傷をつけることが必要なようで、吸収モーションは相手の体を破壊するようなモーションになっている。
肉体の破損箇所を修復したり、その相手が持っている知識や能力を得ることが出来る。
DISGUISE（擬態）
アレックスの能力の一つで、吸収した人物に擬態することが出来る。
直前に吸収した人物でないと擬態出来ない。
シェイプチェンジ
アレックスが持つ能力の名称。
全身を目的の形状、機能をもったものに変化させることが出来る。
本作で使用可能なのは、ブレード、ハンマーフィスト、クロウズ（鉤爪）、マッスルマス（筋肉増強）、ウィップフィスト（鞭）、アーマー、シールドである。
形状変化では無いが、サーマルビジョン、インフェクテッドビジョンも同じメニューから選択可能。
Critical Mass
アレックスの体力が満タンの状態で、更に生物を吸収した場合に溜まる、肉体を構成するのには必要ない、攻撃用の質量。青いゲージで表示される。
これを使用することで、後述のDEVASTATOR ATTACKを使用することができるようになる。
DEVASTATOR ATTACK
いわゆる必殺技。Critical Massゲージがある状態でのみ使用出来る。
TENDRIL BARRAGE DEVASTATOR、GROUNDSPIKE GRAVEYARD DEVASTATOR、CRITICAL PAIN DEVASTATORおよびその空中バージョンが存在し、左から順に範囲が狭く、攻撃力が高くなる。

## 用語
ブラックライトウイルス
本作でニューヨークに蔓延しているウイルスの名称。
生物兵器として1969年にアイダホ州ホープで実験されていた、Redlightウイルスがエリザベス・グリーンの体で変化したもの。
Redlightウイルスとして開発された頃は、特定の人種のみを攻撃するウイルスを目指して開発が進められていたが、変化後はあらゆる人種、動物に感染し、脳を萎縮させ、凶暴化させる凶悪なウイルスと化した。
強力な感染力と増殖能力を持つが、BloodToxと呼ばれる一種の毒ガスによって死滅させることが出来る。
バイラルディテクター
空気中のウイルスを検知し、アレックスの擬態を見破ることが出来る装置。
軍の主要施設の入り口付近によく設置されており、この感知範囲はマップ上では白い丸で表示される。その範囲内で不審な行動や超人的な力を使用すると、直ちにミリタリーアラートが鳴り、軍による攻撃を受けることになる。
UAV
Unmanned Aerial Vehicleの略。空気中のウイルスを検知するセンサーを搭載した無人航空機。
いわば移動可能なバイラルディテクターである。

### クリーチャー
ウォーカー
ブラックライトウイルスに感染し、人を襲う化物と化した人々。
体の一部がアレックスのシェイプチェンジを思わせる形状に変化している者もいる。
ハンター
本作における上位敵キャラクターである。
赤い、筋肉むき出しのゴリラのような姿で、アレックスやエリザベス・グリーン同様怪力を持つ。
LEADER HUNTERが率いているようで、他にもSUPREME HUNTERという特殊な個体も存在する。